# (21628) Lucashof
(21628) Lucashof est un astéroïde de la ceinture principale d'astéroïdes.

## Description
(21628) Lucashof est un astéroïde de la ceinture principale d'astéroïdes. Il fut découvert le 13 juillet 1999 à Socorro (Nouveau-Mexique) par le projet LINEAR. Il présente une orbite caractérisée par un demi-grand axe de 2,42 UA, une excentricité de 0,20 et une inclinaison de 0,2° par rapport à l'écliptique.

## Compléments